# Brunton Park
Brunton Park stadion piłkarski położony w mieście Carlisle w  Wielkiej Brytanii. Oddany został do użytku w 1909 roku. Od tego czasu swoje mecze na tym obiekcie rozgrywa zespół Carlisle United F.C., jego pojemność wynosi 16 651 miejsc. 